# Chalcosyrphus dubius
Chalcosyrphus dubius är en tvåvingeart som först beskrevs av Shannon 1926.  Chalcosyrphus dubius ingår i släktet mulmblomflugor, och familjen blomflugor. Inga underarter finns listade i Catalogue of Life.